# Evesbatch
Evesbatch est une paroisse civile et un village du Herefordshire, en Angleterre.